# Wojciech Zabołotny
Wojciech Marek Zabołotny (ur. 6 marca 1966 w Suchej Beskidzkiej) – polski inżynier, doktor habilitowany nauk inżynieryjno-technicznych, specjalizujący się biocybernetyce.

## Życiorys
W 1989 ukończył studia magisterskie na Wydziale Elektroniki Politechniki Warszawskiej i w kolejnym roku zatrudnił się na tymże wydziale na stanowisku asystenta. Doktoryzował się w 1999, pisząc pracę pt. Metody estymacji częstotliwości maksymalnej sygnału z przezczaszkowego przepływomierza dopplerowskiego pod kierunkiem Tomasza Adamskiego, natomiast habilitację z automatyki, elektroniki i elektrotechniki uzyskał w 2019 na podstawie cyklu publikacji pt. Rozwój systemów sterowania i akwizycji danych dla eksperymentów ﬁzyki plazmy i ﬁzyki wysokich energii z wykorzystaniem układów programowalnych i systemów wbudowanych.
Na Wydziale Elektroniki i Technik Informacyjnych PW w Instytucie Systemów Elektronicznych pracuje od 1990, początkowo jako asystent, a od 1999 jako adiunkt. W latach 2008–2016 pełnił funkcję pełnomocnika Dziekana do spraw Międzynarodowej Wymiany Studentów na tymże wydziale. Ponadto, od 1993 przez niecałe 10 lat zatrudniony był w Klinice Neurochirurgii Centrum Medycyny Doświadczalnej i Klinicznej PAN, a od 2009 z przerwami pracował w Instytucie Fizyki Doświadczalnej Uniwersytetu Warszawskiego.

## Działalność naukowa
W swojej działalności naukowej Wojciech Zabołotny skupił się na projektowaniu i realizacji systemów akwizycji oraz przetwarzania danych przy użyciu systemów wbudowanych, procesorów sygnałowych i układów FPGA. Początkowo pracował nad rozwojem systemów służących akwizycji i analizie sygnałów biomedycznych, współpracując m.in. z Centrum Zdrowia Dziecka czy Kliniką Neurochirurgii PAN. Po uzyskaniu stopnia doktora zajął się także realizacją systemów akwizycji danych wykorzystywanych w eksperymentach z dziedziny fizyki cząstek elementarnych. W 2001 został członkiem zespołu realizującego systemy elektroniczne dla poddetektora RPC w detektorze CMS. Jego badania obejmowały również zagadnienia bezpieczeństwa sieciowego, a także pracę nad systemami przeznaczonymi do zastosowań hobbystycznych.
W 2017 został odznaczony Medalem Komisji Edukacji Narodowej.